# Olga Rossejeva
Olga Rossejeva (Russisch: Ольга Россеева) (1 augustus 1982) is een Russische langeafstandsloopster, die gespecialiseerd is in de marathon.

## Loopbaan
Rossejeva begon als middellangeafstandsloopster en werd in 2001 bij de universiade van Peking op de 1500 m zesde. In datzelfde jaar werd ze Russisch kampioene op de 5000 m.
In 2008 stapte ze over op de marathon en werd achtste bij de marathon van Hamburg. Een jaar later won ze de marathon van Zürich, een titel die ze het jaar erop prolongeerde.

## Titels
- Russisch kampioene 5000 m - 2001

## Persoonlijke records
Baan
| Onderdeel | Prestatie | Datum            | Plaats |
| --------- | --------- | ---------------- | ------ |
| 1500 m    | 4.03,87   | 27 juli 2001     | Moskou |
| 3000 m    | 8.55,51   | 20 augustus 2001 | Linz   |
| 5000 m    | 15.35,83  | 15 juli 2001     | Toela  |

Weg
| Onderdeel | Prestatie | Datum         | Plaats     |
| --------- | --------- | ------------- | ---------- |
| 10 km     | 32.59     | 29 april 2007 | Zjoekovski |
| marathon  | 2:32.10   | 27 april 2008 | Hamburg    |

Indoor
| Onderdeel | Prestatie | Datum            | Plaats |
| --------- | --------- | ---------------- | ------ |
| 1500 m    | 4.15,41   | 20 februari 2002 | Pireás |
| 3000 m    | 9.05,84   | 17 februari 2006 | Moskou |

## Palmares

### 1500 m
- 2001: 6e Universiade - 4.12,53

### marathon
- 2008: 8e marathon van Hamburg - 2:32.10
- 2009:  marathon van Zürich - 2:32.17
- 2009: 6e marathon van Ljubljana en 2:37.54
- 2010:  marathon van Zürich - 2:35.43

### veldlopen
- 2005: 62e WK korte afstand - 14.48